# اليوم العالمي للادخار
يُحتفل باليوم العالمي للادخار في الواحد والثلاثين من شهر أكتوبر من كل عام. والهدف من تحديد هذا اليوم الترويج للادخار في كل العالم ونشر الوعي لدى المجتمع بأهمية الادخار.
وأُعلن عن هذا اليوم على يد الإيطالي فيليبو رافيزا في المؤتمر الأول الذي عقده تجمع بنوك الادخار في العالم، حيث سعت البنوك المجتمعة للترويج لأثر الادخار الإيجابي على الاقتصاد والمجتمع وذلك بالاشتراك مع مختلف مؤسسات المجتمع المدني.